# Plaza San Lorenzo Ruiz
La plaza San Lorenzo Ruiz (en chino tradicional, 花園腳廣場; en chino simplificado, 花园脚广场; pinyin, Huāyuánjiǎo Guǎngchǎng; pe̍h-ōe-jī, Hoe-hn̂g-kha Kóng-tiûⁿ; literalmente, ‘en el pie del jardín’) es una importante plaza pública de Binondo, Manila, en Filipinas, delimitada por la calle Quintin Paredes (antes Calle Rosario) al este y la calle Juan Luna (antes Calle Anloague) al oeste, paralela al Estero de Binondo. Es la plaza que está al frente de la Basílica Menor de San Lorenzo Ruiz (Iglesia de Binondo), una de las principales iglesias de la ciudad de Manila, y que es considerada el centro de Binondo en su conjunto.
Originalmente llamada la plaza de Binondo, y luego plaza Carlos IV en honor del rey Carlos IV de España, la plaza fue finalmente llamada plaza Calderón de la Barca (a menudo abreviado como plaza Calderón), en recuerdo del famoso dramaturgo español. La plaza recibió el nombre de Lorenzo Ruiz, uno de los Mártires de Japón y el protomártir de Filipinas, el 12 de septiembre de 1981, en virtud de Batas Pambansa Blg. 133 (Ley Nacional nº 133). 
En 1594, la ciudad de Binondo fue establecida en la orilla norte del río Pasig por el entonces Gobernador General Gómez Pérez Dasmariñas como un asentamiento de los inmigrantes chinos que llegaban a Manila. Con una planificación urbana que no es tan estricta como la de Intramuros y agravada por la geografía, está limitada por numerosos arroyos que desembocan en el río Pasig, la plaza San Lorenzo Ruiz fue creada para servir como la mayor plaza del asentamiento, en frente directamente a la Iglesia de Binondo. 
Durante el período colonial español, la plaza era un centro para la actividad económica, e incluso fue descrita por historiador Teodoro Agoncillo como "uno de los más impresionantes espacios abiertos de la vieja Manila". La plaza estaba rodeada de árboles y tenía dos grandes fuentes, los cuales siguen en pie hoy en día.